# Ercole Gonzaga
Hércules Gonzaga, em italiano Ercole Gonzaga (Mantua, 23 de novembro de 1505 - Trento, 2 de março de 1563), foi um cardeal italiano da Igreja Católica, e bispo de Mântua e de Tarazona.
Pertencia à Casa de Gonzaga, sendo o segundo filho do Marquês de Mântua, Francisco II Gonzaga e de Isabella d'Este.